# Sinalefa
Una sinalefa es una figura de transformación que consiste en pronunciar con un solo golpe de aire la última sílaba de una palabra que termine en las vocales inacentuadas y la primera de la siguiente, si empieza con vocal inacentuada. La RAE la define como una unión en una única sílaba de dos o más vocales contiguas pertenecientes a palabras distintas. Se tiene en cuenta para la elaboración de la métrica en textos escritos en verso.
Por ejemplo: el verso «los hombres de antaño…» se pronuncia en voz alta de la siguiente manera:
```
los / hom / bres / 
dean
 / ta / ño.  
```

Si no se tomara en cuenta la sinalefa, se podrían contar en voz baja siete sílabas. Sin embargo, en realidad es un verso hexasílabo, es decir de seis sílabas. 
El verso «de pura honestidad templo sagrado» se pronunciaría así: 
```
«de / pu / 
raho
 / nes / ti / dad / tem / plo / sa / gra / do». 
```

Es un verso endecasílabo, esto es, de once sílabas, aunque se puedan contar en voz baja doce sílabas.
La sinalefa se usa para darle más naturalidad a la pronunciación de un verso. También puede usarse como licencia poética, para ajustar el verso a la métrica requerida. Si se lee en voz alta un poema con una métrica regular, el oído se acostumbra al ritmo del texto, y el lector hace las sinalefas naturalmente, sin darse cuenta.